# مرین وان

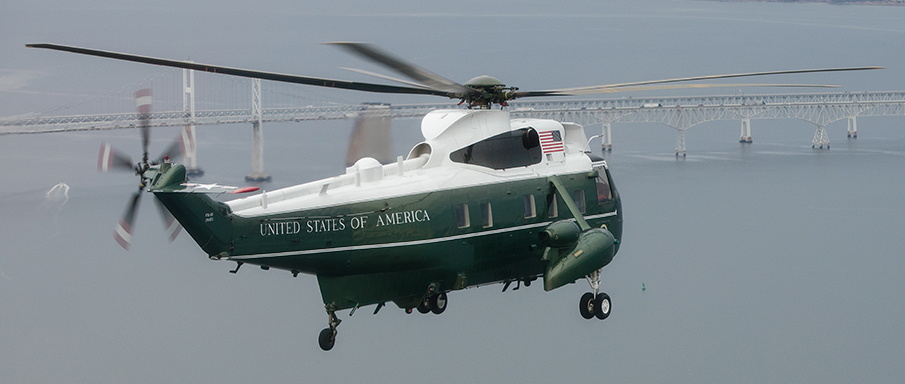
مرین وان در فوریه ۲۰۱۷

مرین وان (انگلیسی: Marine One) کد شناسایی هر یک از هواگردهای سپاه تفنگداران دریایی آمریکا است که رئیس‌جمهور ایالات متحده آمریکا را حمل می‌کنند.این هواگرد معمولاً به بالگرد اشاره دارد که به وسیلهٔ اسکادران یک هلی کوپتری تفنگداران دریایی (HMX-1 "نایتهاک"), یا سیکورسکی وی‌اچ-۳دی سی کینگ یا، وی اچ-۶۰ان وایت هاوک جدیدتر و کوچک‌تر بهره‌برداری می‌شود. هواگرد دیگری که معاون رئیس‌جمهور ایالات متحده آمریکا را حمل می‌کند کد شناسایی مرین تو (انگلیسی:Marine Two) را دارد.

## نگارخانه

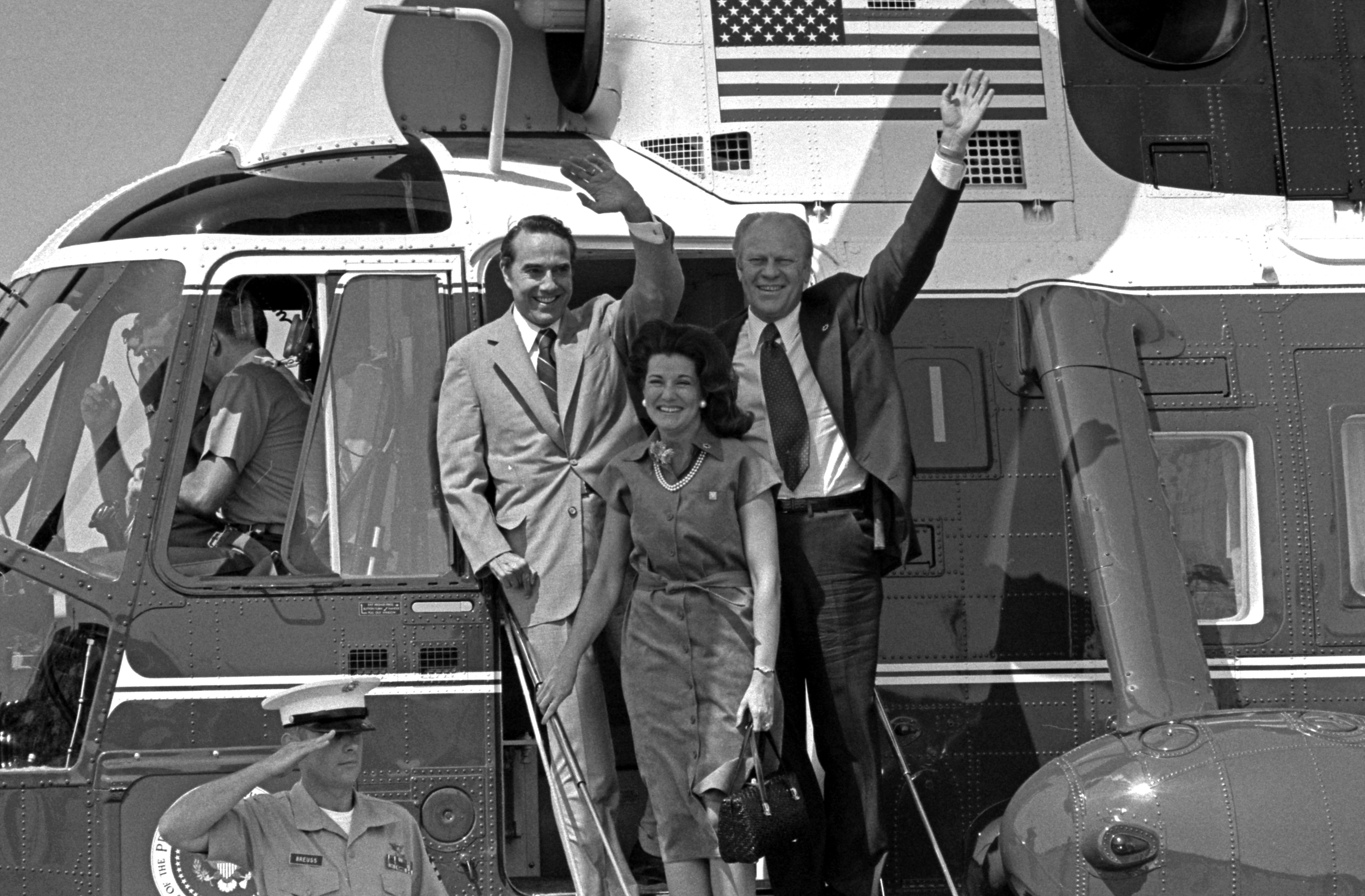
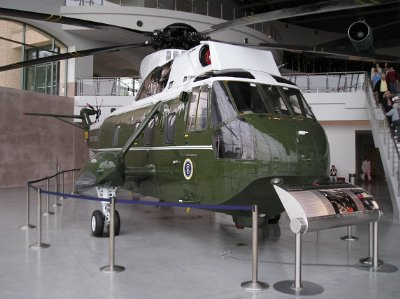
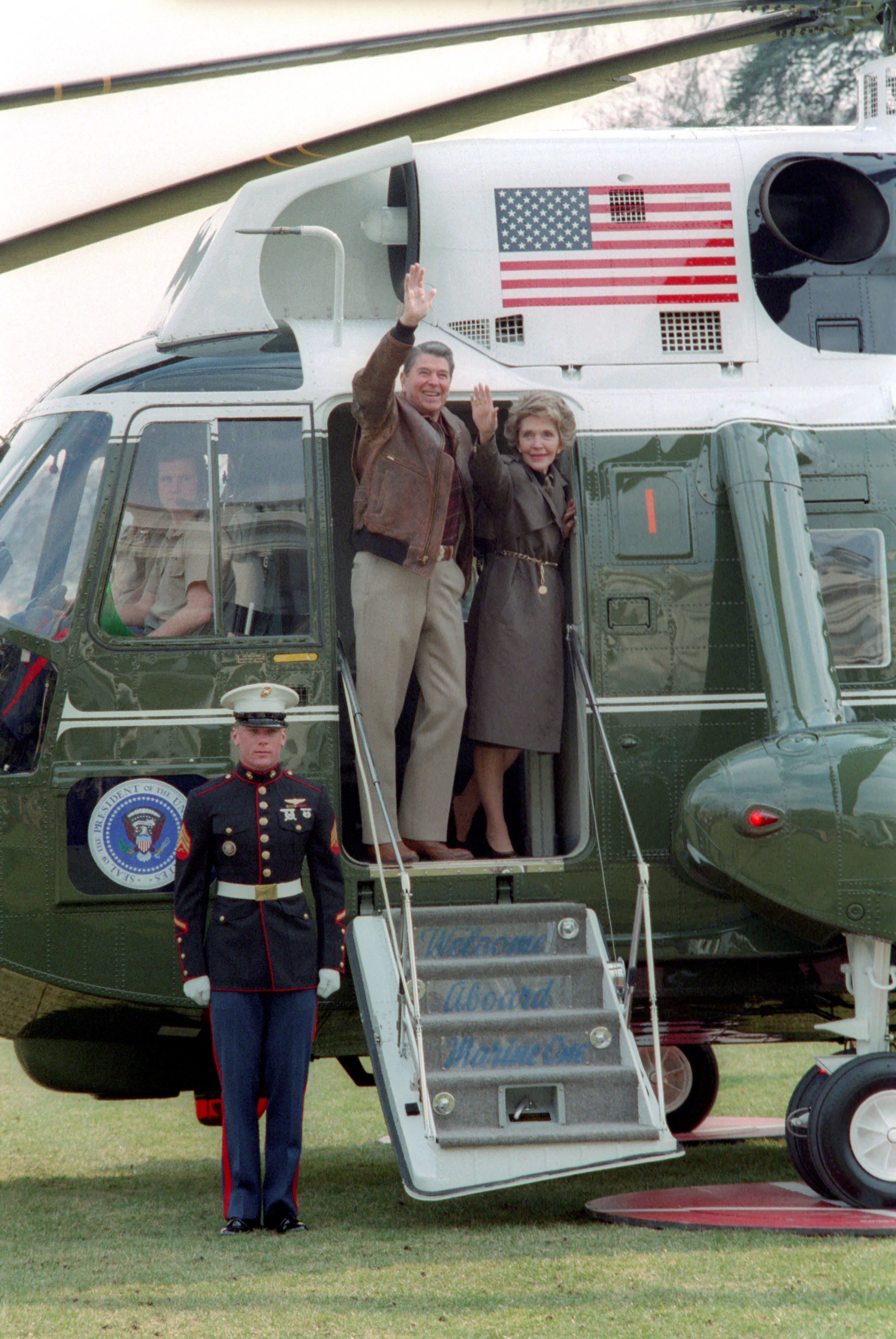
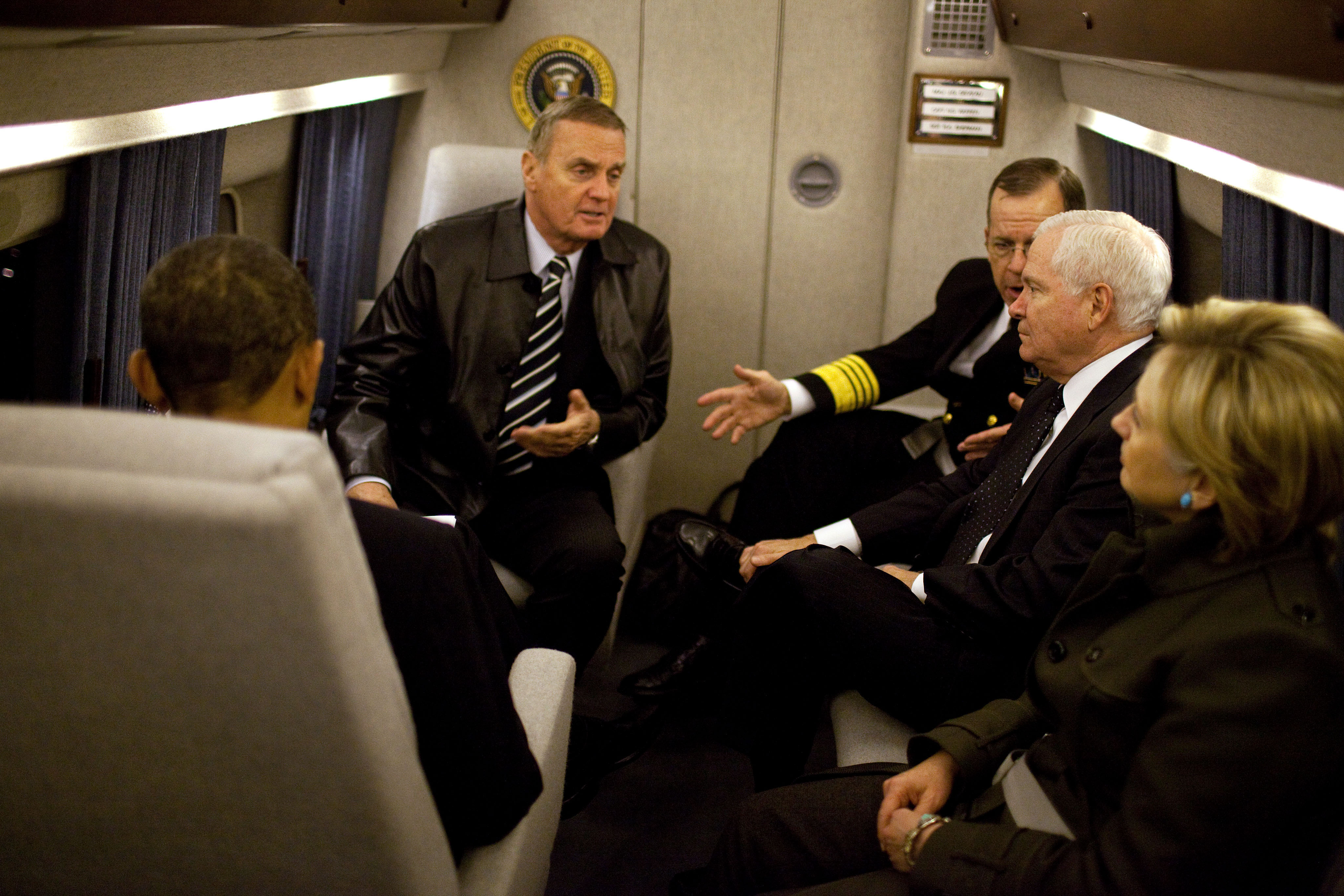
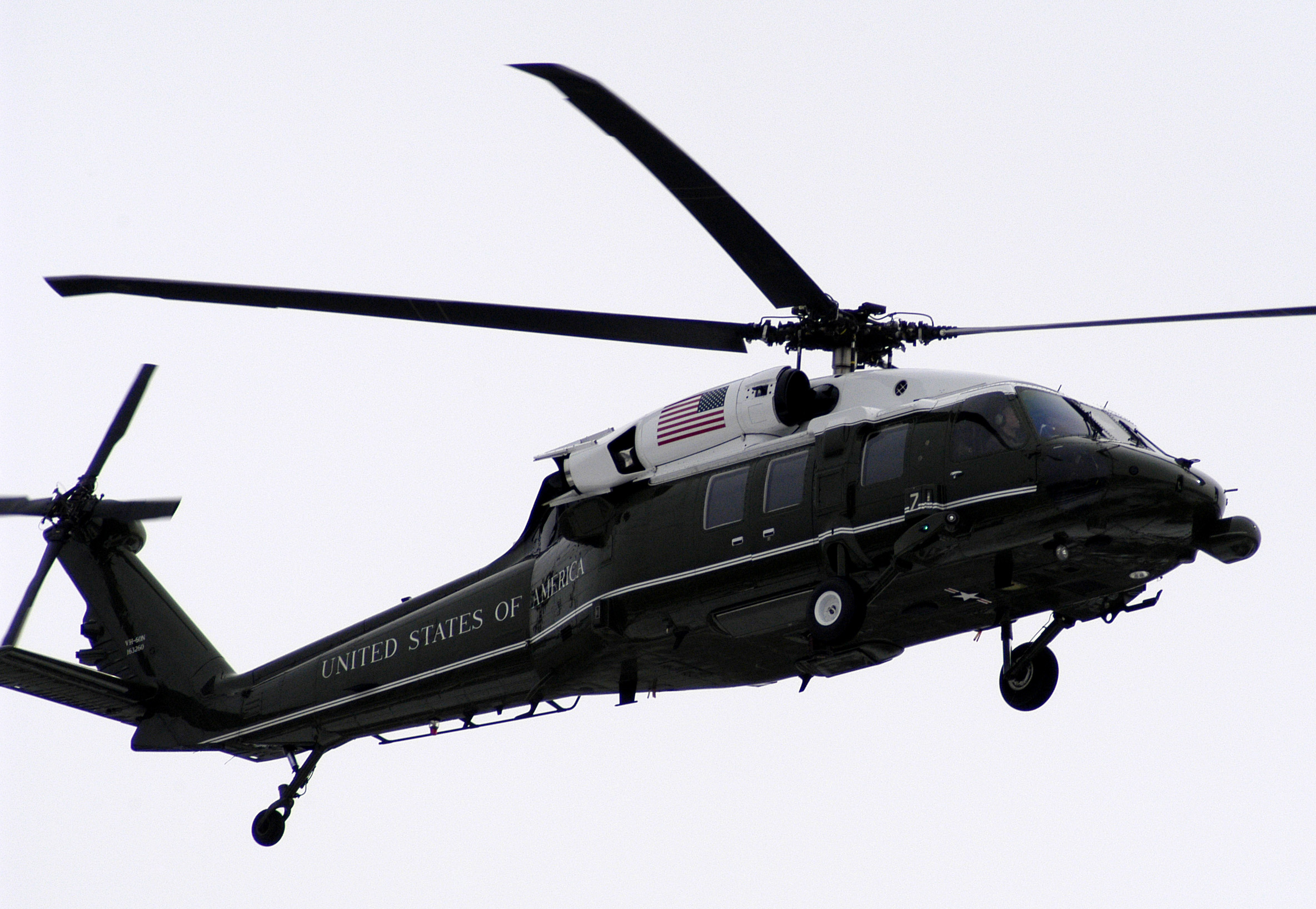
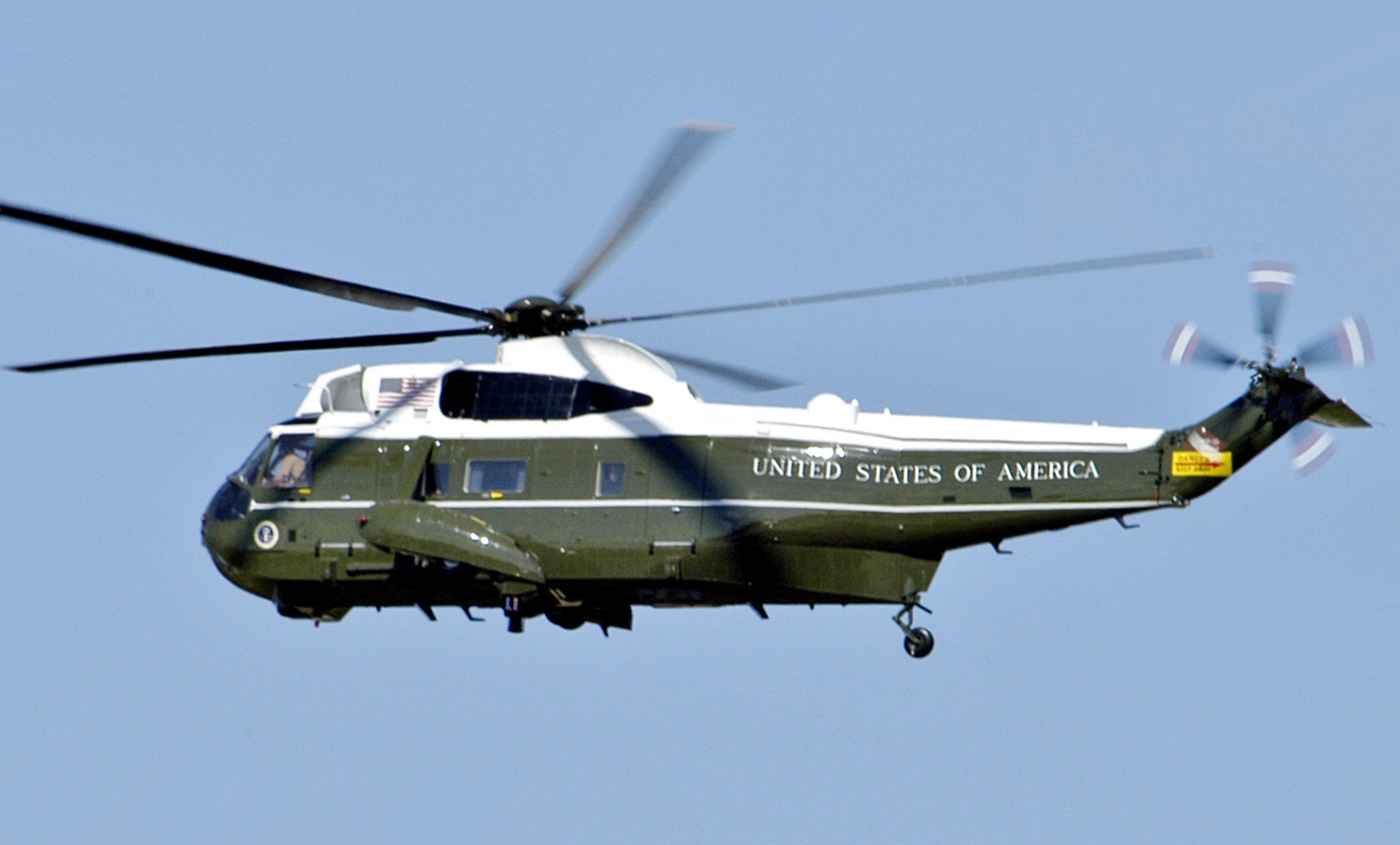